# Chaenorhinum robustum
Chaenorhinum robustum là một loài thực vật có hoa trong họ Mã đề. Loài này được Loscos mô tả khoa học đầu tiên năm 1876.

## Phân bố
Loài này có tại miền đông Tây Ban Nha.